# Zdeněk Fibich
Pour les articles homonymes, voir Fibich.
Zdeněk Antonín Václav Fibich, né à Všebořice le 21 décembre 1850 et mort à Prague le 15 octobre 1900, est un compositeur bohémien.

## Biographie
Il étudie à Vienne, à Prague, à Leipzig, puis après un long séjour d'un an à Paris, à Mannheim. C'est durant ce long parcours qu'il étudie le piano avec Ignaz Moscheles et la théorie avec Ernst Friedrich Richter et Salomon Jadassohn. Il retrouve enfin ses parents en 1870, dans le petit village bohémien de Žáky. Il s'installe finalement à Prague en 1871, où il a du mal à se faire connaître comme compositeur et vit en donnant des concerts et des leçons.
Il est tout de même engagé comme second chef et chef de chœur au Théâtre national en 1875 puis dès 1878, aussi comme maître de chœur de l'église russe. Il abandonne toutes ces fonctions en 1881 pour se consacrer exclusivement à l'enseignement privé. C'est dans ce contexte qu'il rencontre l'amour de sa vie en 1886, sa jeune élève cultivée, Anežka Schulzová (1868-1905). Leur grand amour réciproque prend forme en 1892 et durera jusqu'à la mort du compositeur.

## Style musical
C'est dans ses œuvres instrumentales que se manifeste le mieux son talent, synthèse entre l'univers musical d'inspiration populaire tchèque et la rigueur de structure austro-germanique. Son chef-d'œuvre, la Troisième Symphonie en mi mineur, considérée comme une des plus belles symphonies de la musique romantique tchèque, vise à une unification thématique et à une progression harmonique brahmsienne dans sa volonté d'organisation, tout en possédant un caractère naturellement chantant typique de son pays.
Son œuvre est d'écriture solide, pénétrée de poésie ; elle traduit l'influence de Wagner, de Schumann et surtout de Smetana. Il se distingue dans le genre du mélologue ou mélodrame, caractérisé par une déclamation sur un fond symphonique.

## Œuvres
Le musicologue Vladimír Hudec a publié à Prague en 2001 un catalogue complet des œuvres Zdeněk Fibich: Tematický katalog.

### Opéras créés à Prague
- Bukovín (opus 18, 1870-1871 ; 16 avril 1874)
- Blaník d'après Eliška Krásnohorská (opus 50, 1874-1877 ; 25 novembre 1881)
- Éternité (1878)
- La Fiancée de Messine d'après Schiller (opus 18, 1882-1883 ; 28 mars 1884)
- La Reine Emma (1883)
- La Cour de Pélops (opus 31, 1888-1889 ; 21 février 1890)
- L'Expiation de Tantale (opus 32, 1890 ; 2 juin 1891)
- Mort d'Hippodamie (8 novembre 1891)
- La Tempête d'après Shakespeare (1893-1894 ; 1er mars 1895)
- Hédy (Heda) d'après Don Juan de Byron (opus 43, 1894-1895)
- Šárka (opus 51, 1896-1897 ; 28 décembre 1897)
- La Chute d'Arkun opus 55, son œuvre la plus importante, créée à titre posthume le 9 novembre 1900

### Autres opéras
- Kapellmeister in Venedig opéra comique inachevé (1866 ou 1868 ?)
- Médée (1863)
- Helga (opus 55, 1898)
- Dargun (opus 60, 1898-1899)
- Gutta von Guttenfels (1867, perdu)
- Loreley (1867, inachevé)
- Litocha (1871)
- Frithjof (1874)

### Mélodrames de concert pour récitant et orchestre
- L'Ondin (1883)
- Hakon versions avec piano ou orchestre (opus 30, 1888)
- Jour de Noël avec piano (opus 9, 1875 ;orchestré en 1899),
- La Revanche des fleurs (1877)

### Autres mélodrames
- Hippodamie de Vrchlicky d'après Sophocle et Euripide, trilogie de mélodrames scéniques :

La Cour de Pélops (opus 31, 1888-1889)
L'Expiation de Tantale (opus 32, 1890)
La mort d'Hippodamie (opus 33, 1891)
- Éternité (opus 14, 1881)
- Vodník (opus 15, 1883)
- La Reine Emma (1883)

### Musique pour le théâtre
- Le Juif pragois, pièce de Josef Jiří Kolár (1871)
- Les oreilles de Midas, pièce de Jaroslav Vrchlický
- Pietro Aretino, pièce de Jaroslav Vrchlický (1892)
- Neklans, pièce de Julius Zeyer
- Le public secret, pièce de Carlo Gozzi (1876)
- Dora, pièce de Victorien Sardou (1877)
- La vieille fille, pièce de Ladislav Stroupežnický (1877)

### Musique pour orchestre
- 3 symphonies :
  - Symphonie no 1 en fa majeur, opus 17, Hud. 270 (1877-1883), créée à Prague le 3 mai 1883.
  - Symphonie no 2 en mi bémol majeur, opus 38, Hud. 304 (1892-1893), créée à Prague le 9 avril 1893.
  - Symphonie no 3 en mi mineur, opus 53, Hud. 324 (1898), créée à Prague le 7 mars 1899.

- 7 Poèmes symphoniques (dont un est perdu 1873-1900) ; Othello (opus 6, 1873) ; Záboj, Slavoj à Luděk (opus 37, 1873) ; Toman et la nymphe des bois (opus 49, 1875) ; La Tempête (opus 46, 1880) ; Printemps (opus 13, 1881) ; Vigilinz pour petit orchestre (1883) ; Vesna (opus 13, créé en 1881)
- Soir d'été ou Au crépuscule (V podvecěr), Idyll, tableau poétique pour orchestre, œuvre la plus célèbre de Fibich surnommée "poème" opus 39, 1892, créé en 1894.
- Impressions du pays, suite pour orchestre (opus 54, 1897-1898)
- Komenský, ouverture festive et solennelle (opus 34, 1892)
- Ouverture pour une comédie (opus 35 (opus 19 à l'origine), 1873)
- Oldřich a Božena, ouverture de concert (opus 52, 1898-1899)
- Une Nuit au château de Karlstejn, ouverture (opus 26, 1886)
- Fantaisie orchestrale en forme d'ouverture (1871-1872)
- Prologue pour l'ouverture du nouveau théâtre tchèque (1876)
- Grande musique de construction Monographique du Théâtre National (1881)
- Le Juif pragois, fantaisie pour orchestre (1872)

### Musique vocale et sacrée
- Meluzína cantate pour solistes, chœur et orchestre (opus 55, 1872-1876)
- Scènes de noces pour 7 solistes chœur et orchestre (1872-1874)
- Un conte printanier cantate pour soprano, basse, chœur et orchestre (1880-1881)
- Missa brevis pour chœur et orchestre (1885)
- musique chorale profane
- (Die Windsbraut, ballade chorale)
- Nuit calme (Tichá noc, pour chœur d'hommes, 1877)

### Chants et mélodies
- Chants du soir (Večerní písně) Cinq chansons sur des poèmes de Vitězslav Hálek (opus 5, 1871)
- 4 Ballades sur des textes d'Otakar Kučera (opus 7, 1872-1873)
- 6 Chants sur des textes de R. Burns, Čelakovský et K. Groth (opus 12, 1872-1881)
- Les Rayons du printemps (Jarní paprsky) sur des textes de Jaroslav Vrchlický, Eichendorff, Goethe, J. Mosen, Shi-king, Sturm, Geibel, Groth, J. G. Fischer (opus 36, 1870-1893))

### Musique de chambre
- Idyll pour clarinette (ou violon) et piano (opus 16, 1879)
- Ballade pour violoncelle et piano (perdu, 1874)
- Sonatine instructive en ré mineur pour violon et piano (opus 27, 1869)
- Clair de nuit pour violon et piano (1873)
- Romance en si bémol majeur, pour violon et piano (opus 10, 1879)
- Sonate pour violon et piano en do majeur (1874)
- Sonate pour violon et piano en ré majeur (1875)
- Polonaise de concert pour violon et piano (1878)
- Chant sans paroles pour deux violons et piano (1882)
- Trio pour piano en fa mineur (1872)
- Trio pour piano en mi bémol majeur (perdu, 1876)
- Quatuor avec piano en mi mineur (opus 11, 1874)
- Quatuor à cordes no 1 en la majeur (1874)
- Quatuor à cordes no 2 en sol majeur (opus 8, 1878)
- Thème et variations en si bémol majeur pour quatuor à cordes (1883)
- Quintette en ré majeur pour violon, clarinette, cor, violoncelle, piano (opus 42, 1893-1894)

### Œuvres pour piano
- Le printemps (opus 1, 1865))
- Sonate pour piano en ré mineur (1871)
- Sonate pour piano à quatre mains, Si bémol (opus 28, 1886)
- De la montagne cycle pour piano (opus 29, 1887)
- Malířské studie (Études picturales) cycle pour piano (opus 56, 1892-1899)
- Atmosphères, impressions et souvenirs cycle pour piano de plus de 300 pièces (1892)

Une étude critique de ses œuvres est éditée à Prague (1950-1967).

## Source
- List of compositions by Zdeněk Fibich. From Wikipedia, the free encyclopedia
- Theodore Baker et Nicolas Slonimsky (trad. de l'anglais par Marie-Stella Pâris, préf. Nicolas Slonimsky), Dictionnaire biographique des musiciens [« Baker's Biographical Dictionary of Musicians »], t. 1 : A-G, Paris, Robert Laffont, coll. « Bouquins », 1995 (réimpr. 1905, 1919, 1940, 1958, 1978), 8e éd. (1re éd. 1900), 4728 p. (ISBN 2-221-06510-7), p. 1255
- Zdeněk Fibich: sonatina Op. 27 violino e piano, Édition Bärenreiter de Prague no H 1442
- Zdeněk Fibich sur la médiathèque de musique tchèque
- blog: MusicaBohemica La musique des Pays de Bohême
- album chez ORFEO n°C 350951A: Symphonie no 3, Orch Phil Tchèque; Gerd Albrecht, direction : Jaroslav Holeček, texte
- The Grove Dictionary of Music and Musicians, dirigé par Stanley Sadie